# Lisa Kron
Elizabeth S. Kron, detta Lisa (Ann Arbor, 20 maggio 1961), è una drammaturga, paroliera, attrice e librettista statunitense.

## Biografia
Ottenne il suo primo successo nel 1996 con la pièce autobiografica 2.5 Minute Ride, sul pellegrinaggio che aveva fatto con il padre ad Auschwitz, dove i nonni morirono durante la Shoah. Kron recitò il monologo a La Jolla Playhouse (1996), al Barbican Centre di Londra (1998), all'American Repertory Theatre di Boston (1998) e al Public Theater di New York (1999), dove fu candidata al Drama Desk Award per la sua performance e vinse l'Obie Award. Nel 2004 il suo dramma Well ebbe un gran successo al Public Theater dell'Off Broadway e fu riproposto a Broadway nel 2006, rimanendo in cartellone per 75 rappresentazioni al Longacre Theatre; fu candidata al Tony Award alla miglior attrice protagonista in un'opera teatrale per la sua interpretazione nel ruolo della protagonista Lisa. Recitò in diverse altre opere teatrali, tra cui I monologhi della vagina (New York, 1999), The Normal Heart (Off Broadway, 2004) e L'anima buona di Sezuan (Off Broadway, 2013), oltre ad apparire in serie TV come Law & Order e Sex and the City.
Nel 2013 ottenne il suo più grande successo con il musical Fun Home, a cui lavorò come librettista e paroliera accanto alla compositrice Jeanine Tesori. Tratto dall'omonima graphic novel di Alison Bechdel, il musical debuttò nell'Off Broadway nel 2013 e a Broadway nel 2015. Fun Home vinse il Tony Award al miglior musical e valse al Kron il Tony Award al miglior libretto di un musical e il Tony Award alla migliore colonna sonora originale, oltre ad una candidatura al Premio Pulitzer per la drammaturgia. All'attività teatrale, ha affiancato l'insegnamento universitario di drammaturgia all'Università di New York e a Yale.
Dichiaratamente omosessuale, Lisa Kron è sposata con la drammaturga Madeleine George dal 2015.

## Filmografia

### Cinema
- Stay - Nel labirinto della mente (Stay), regia di Marc Forster (2005)
- Sex List - Omicidio a tre (Deception), regia di Marcel Langenegger (2008)
- Sex and the City (Sex and the City: The Movie), regia di Michael Patrick King (2008)

### Televisione
- Law & Order - I due volti della giustizia - serie TV, 3 episodi (1996-1999)
- Squadra Med - Il coraggio delle donne - serie TV, 1 episodio (2002)
- Law & Order - Unità vittime speciali - serie TV, 1 episodio (2014)
- Person of Interest - serie TV, 1 episodio (2014)